# Герб Сантани
Ге́рб Санта́ни — офіційний символ міста Сантана, Португалія. Використовується як територіальний герб. У срібному щиті три зелені гілки з квітками гортензії натурального кольору, схрещені в основі. Під ними два пучки із трьох золотих качанів кукурудзи із зеленим листям. Щит увінчує срібна мурована міська корона з п'ятьма вежами.  Під щитом біла стрічка, на якій великими літерами напис португальською: «Santana» (Сантана).  Офіційно затверджений 1 лютого 2001 року. Створений на основі попереднього містечкового герба, ухваленого 6 березня 1957 року. 

## Галерея

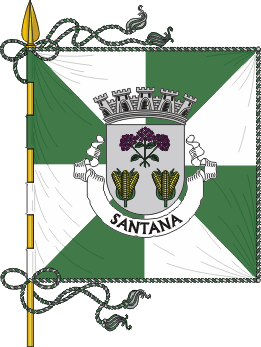
Прапор
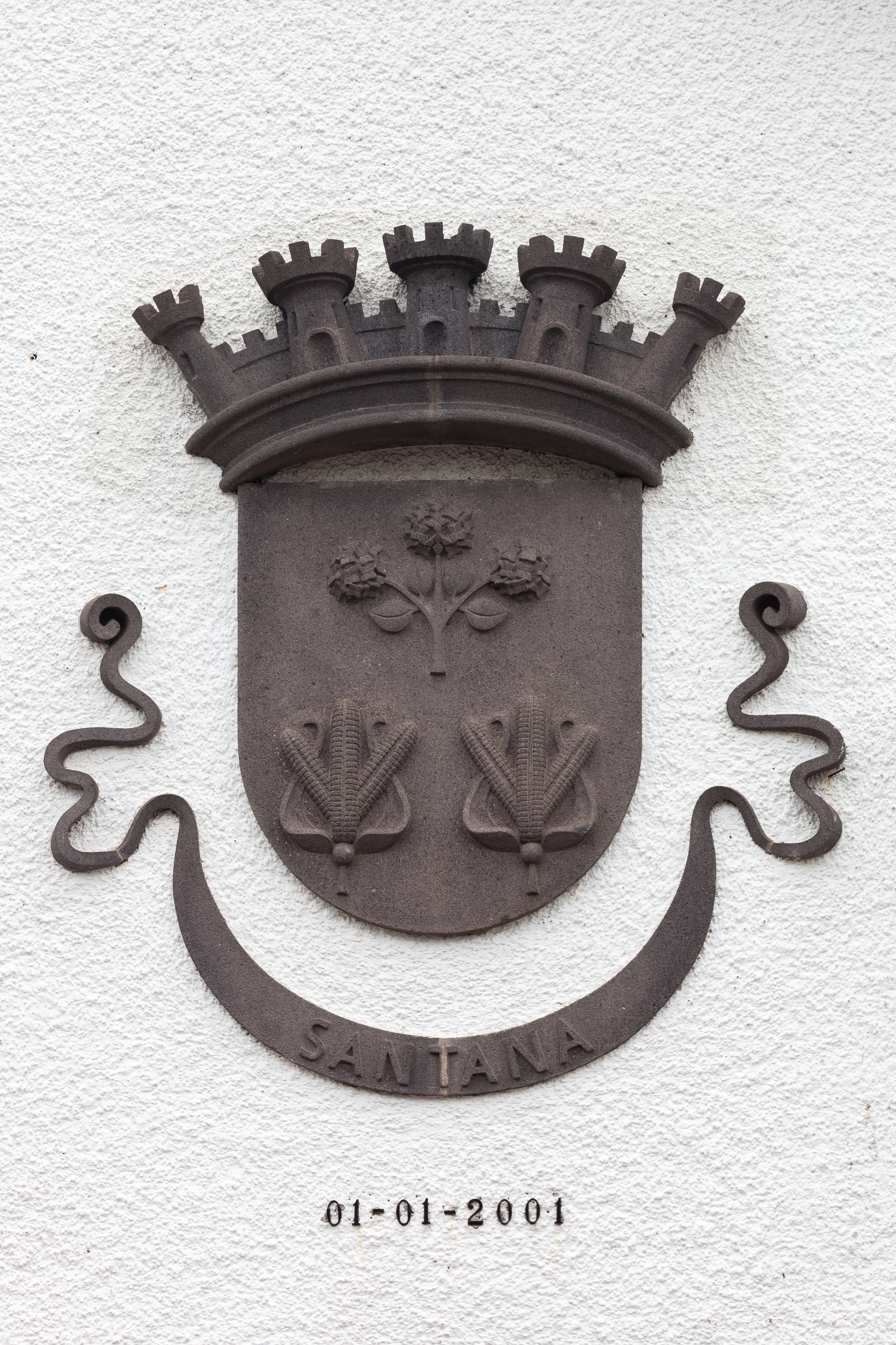
Герб (2016)